# Heilige Dreifaltigkeit (Weilheim in Oberbayern)

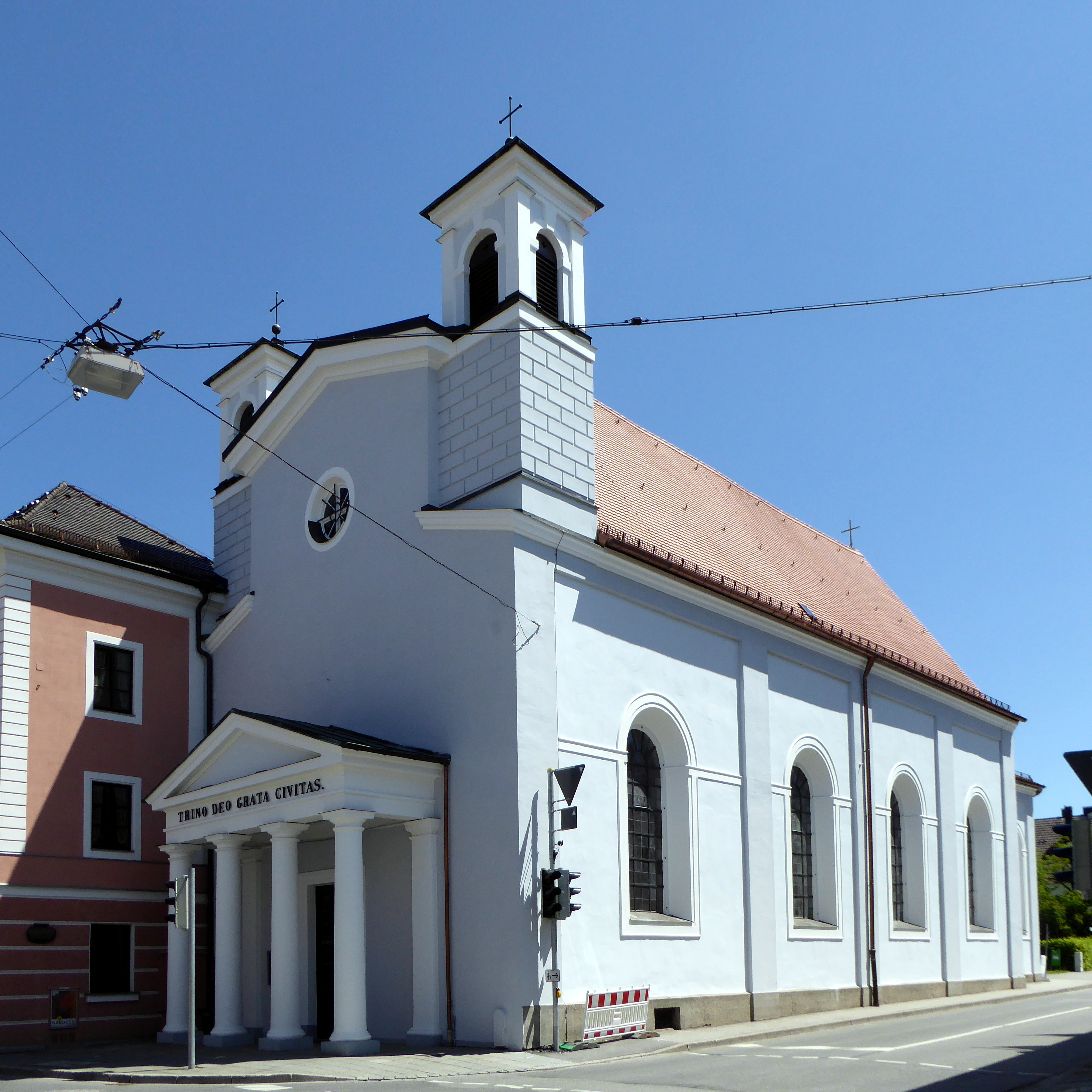
Dreifaltigkeitskirche, 2016

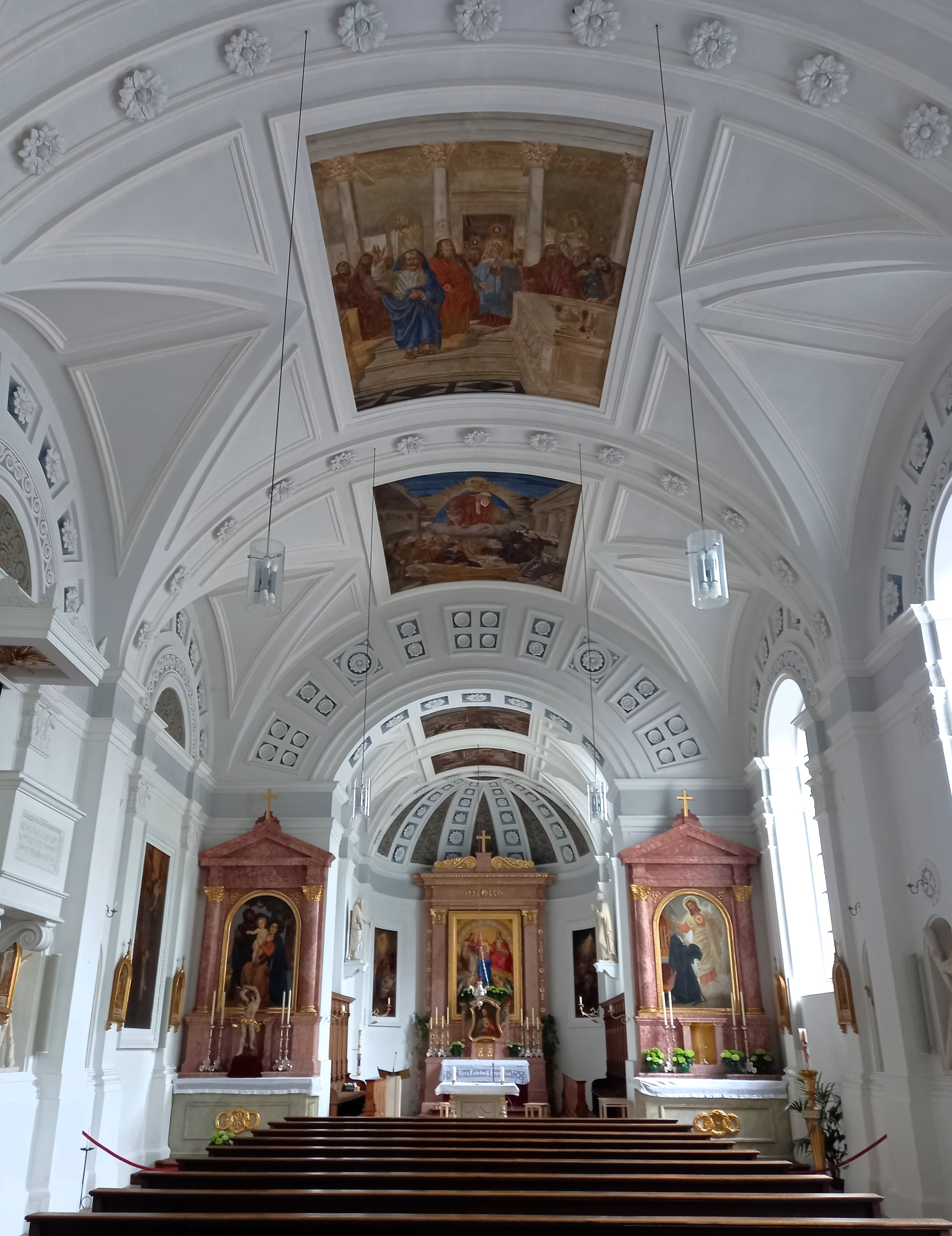
Innenraum

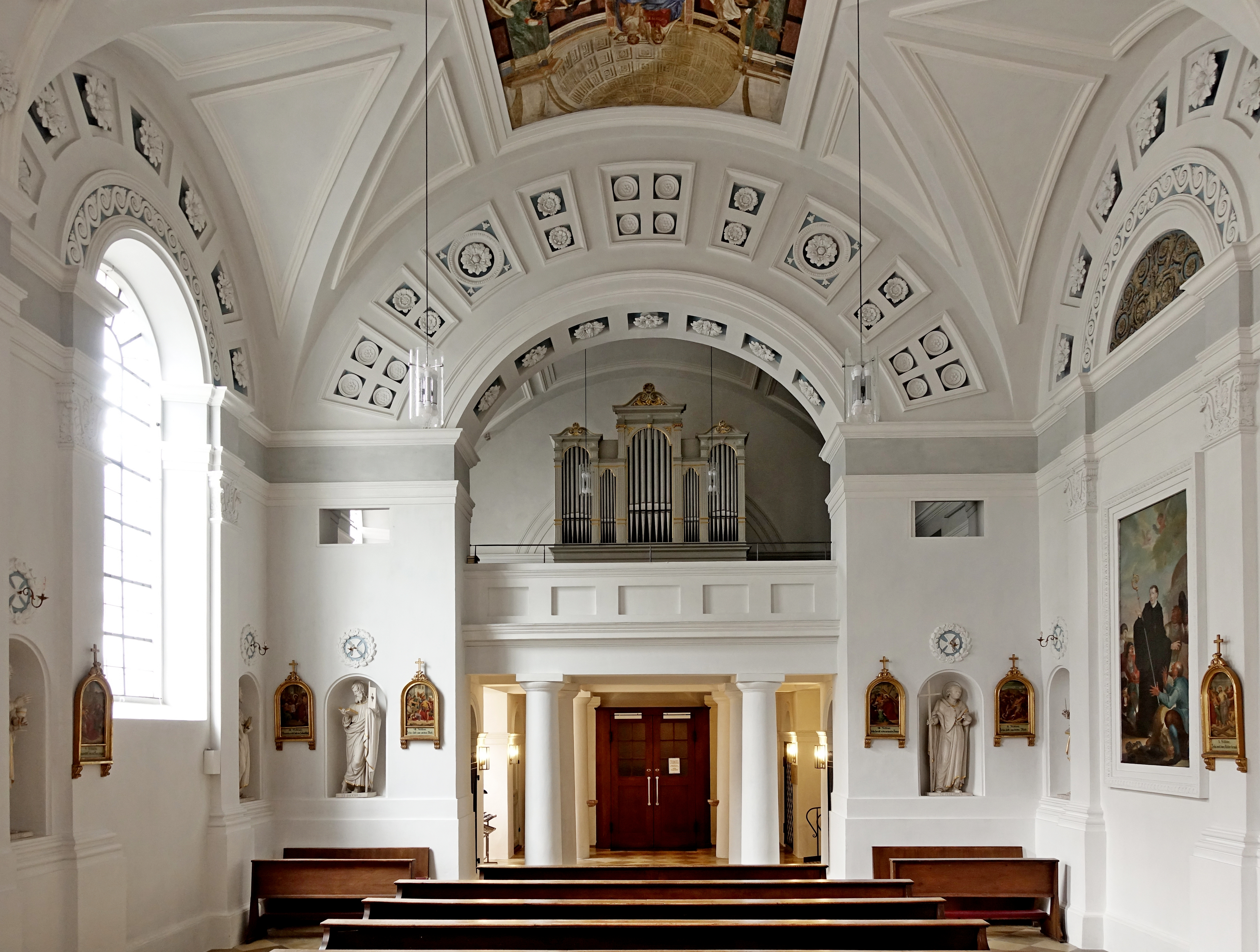
Innenraum mit Blick zur Orgel

Die Kirche Heilige Dreifaltigkeit (auch Dreifaltigkeitskirche oder Heilig-Geist-Spital-Kirche) steht in Weilheim in Oberbayern im Landkreis Weilheim-Schongau. Die Adresse lautet Münchener Straße 2, 82362 Weilheim.
Das der allerheiligsten Dreifaltigkeit geweihte Gotteshaus zählt zu den bedeutendsten klassizistischen Kirchen Bayerns und ist mitsamt seiner Ausstattung als Baudenkmal ausgewiesen.

## Geschichte
An der Stelle vor dem ehemaligen Schmiedtor stand wohl ab etwa 1476 eine Kirche. Für das 1639 gegründete Franziskanerkloster wurde an dieser Stelle eine neue Kirche erbaut, die am 12. Oktober 1643 dem hl. Joseph geweiht wurde. Das Kloster wurde 1802 säkularisiert, die Kirche profaniert und anschließend als Lagerraum und Theater verwendet. Als der zu Herbergen (Eigentumswohnungen) umgebaute Ökonomietrakt des Klosters 1825 abbrannte und das Heilig-Geist-Spital aus der Stadtmitte vor die Tore der Stadt verlegt wurde, gestaltete man unter Einbeziehung der weitgehend verschonten umgenutzten Kirche diese 1826/27 nach Entwürfen von Leonhard Schmidtner klassizistisch um.
Im Jahr 1909 erfolgte eine Umgestaltung des Innenraums im Rückgriff auf die 1827 aus finanziellen Gründen nur teilweise ausgeführten Pläne Schmidtners. Seit der Auflösung der Spitalstiftung 1943 ist die Stadt Weilheim Eigentümer der Kirche. In den Jahren 1951 und 1979 erfolgten Renovierungsarbeiten.
Nachdem man 2013 statische Mängel festgestellt hatte und eine Notsicherung durchgeführt werden musste, beschloss Anfang 2014 der Stadtrat die Renovierung der Kirche und so wurde von Anfang 2015 bis Januar 2017 sowohl außen als auch innen renoviert sowie saniert und dabei das Erscheinungsbild von 1909 wiederhergestellt.

## Architektur
Die italisierende Saalkirche besitzt eine stark eingezogene, halbrunde Apsis. Das vierjochige Kirchenschiff ist langgestreckt und besitzt ein Tonnengewölbe, die Joche sind durch rosettenbesetzte Gurtbögen separiert. Ihr ist ein toskanischer Säulen-Portikus vorgelagert, der überwiegend aus Naturstein und Ziegeln gemauert ist. Im Giebeldreieck trägt er die Inschrift TRINO DEO GRATA CIVITAS ‚Dem dreieinigen Gott die dankbare Bürgerschaft‘ zur Erinnerung an den glimpflich ausgegangenen Brand der angrenzenden Gebäude 1825. Die Westfassade, die zentral ein Ochsenauge trägt, ist überstellt von zwei Fassadentürmchen, welche die zwei Glocken beherbergen.
Die Südseite ist durch einen schmalen Sockel sowie „Rundbogenfenster, Rechteckblenden und ein Gesimsband“ gegliedert.

## Ausstattung

### Altäre
Der Hochaltar wurde 1908 nach Plänen von 1827/28 aus Stuckmarmor gefertigt. Das Hochaltarbild, das bereits im Vorgängeraltar eingebaut war, zeigt die Krönung Mariens. Das Gemälde von Johann Michael Wittmer aus Murnau am Staffelsee schenkte der damalige Spitalverwalter Martin Hipper der Kirche. Der Altar wurde von Bischof Maximilian von Lingg am 18. September 1909 geweiht. Dieser setzte zudem Reliquien der Heiligen Crescentius und Restituta ein.
Der linke Seitenaltar, der Marienaltar, trug ab 1827 zunächst ebenfalls ein Gemälde Johann Michael Wittmers, das das Martyrium des heiligen Sebastian darstellt. Der rechte Seitenaltar, der Josephsaltar, zeigte den Tod der heiligen Scholastika, eine Leihgabe König Ludwigs I. aus dem Depot der königlichen Zentralgalerie. Beide Darstellungen wurden 1830 durch neue Gemälde Richard Purnickls ersetzt (Marien- bzw. Josefstod). Im Jahr 1908 wurden die Altäre erneut umgestaltet (nun nach den ursprünglichen Plänen Schmidtners) und Purnickls Bilder in Stuckrahmen zu Seiten des Hochaltares versetzt. Neben der Gestaltung beider Seitenaltäre wurde auch deren Titel verändert: Der Marienaltar erhielt den Titel „Heilige Familie“, der Josephsaltar „Heiligstes Herz Jesu“. Die neuen Bilder wurde von Colombo Max angefertigt, sie zeigen links die Heilige Familie und rechts die Vision der Margareta Maria Alacoque vom Heiligsten Herzen Jesu.

### Deckengemälde
Bis 1908 war das Deckengewölbe nur von Stuckaturen geziert. Die freien Felder wurden dann – wie ursprünglich von Schmidtner geplant – nach Entwürfen von Joseph Huber-Feldkirch von Georg Winkler ausgemalt.
Die Bilder im Chorraum zeigen einerseits die Vision des Franz von Assisi sowie andererseits die Vogelpredigt desselben und weisen damit auf das ehemalig angrenzende Franziskanerkloster hin.
Im Langschiff befinden sich drei Darstellungen:
- Die thronende Muttergottes und die Heiligen Sebastian und Rochus von Montpellier, die die Personifikation des Krieges, des Hungers und der Pest besiegt haben. Das Bild ist mit „I.H.“ signiert.
- Das Pfingstereignis mit der Ausgießung des Heiligen Geistes. Das Bild weist auf das Patrozinium des angrenzenden Spitals hin.
- Barmherzige Schwestern mit dem heiligen Vinzenz von Paul sowie Kranken und Armen. Das Bild weist ebenfalls auf das Spital hin.[14]

### Kirchengestühl
Heute noch erhalten ist das Gestühl für die Pfründner von 1827. Ein Chorgestühl für die Barmherzigen Schwestern wurde 1910 vom Weilheimer Schreiner Anton Geisenhofer gefertigt. Es ist verziert mit Schnitzereien der Münchner Finster und Schuhmann.

### Orgel

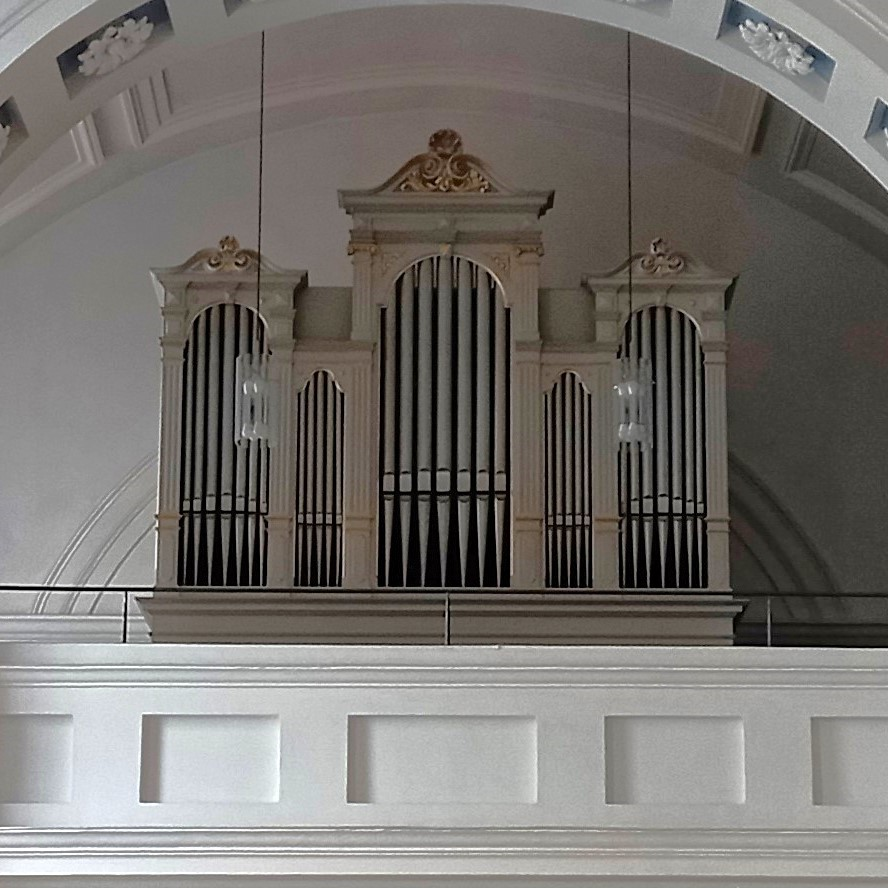
Orgel

Die alte Orgel wurde wegen Schäden im Jahr 1868 durch Teile der alten Orgel der Stadtpfarrkirche Mariä Himmelfahrt ersetzt, bis 1898 schließlich ein gänzlich neues Instrument des Münchner Orgelbauers Franz Borgias Maerz angeschafft wurde. 1975 wurde auch dieses ersetzt und unter Übernahme einiger Register der Maerz-Orgel eine neue mit 18 Registern auf zwei Manualen und Pedal gebaut. Dieses Instrument mit Taschenlade und elektrischer Spiel- sowie Registertraktur weist folgende Disposition auf:
| I Hauptwerk |       |
| Principal   | 8′    |
| Rohrflöte   | 8′    |
| Salizional  | 8′    |
| Oktav       | 4′    |
| Querflöte   | 4′    |
| Superoktav  | 2′    |
| Mixtur      | 1 ⁄3′ |

| II Nebenwerk |       |
| Gedackt      | 8′    |
| Quintade     | 8′    |
| Prinzipal    | 4′    |
| Feldflöte    | 2′    |
| Kleinquinte  | 1 ⁄3′ |
| Cimbel       | 1′    |
| Krummhorn    | 8′    |

| Pedal        |       |
| Subbaß       | 16′   |
| Oktavbaß     | 8′    |
| Gamba        | 4′    |
| Rauschpfeife | 2 ⁄3′ |

- Koppeln: II/I, Superoktav II/I, I/P, II/P
- Spielhilfen: 1 freie Kombination, Tutti, Crescendo-Walze, Crescendo ab, Piano-Pedal ab, Zungen ab

### Glocken
Die Glocken des Vorgängerbaus wurden 1827 für die neue Kirche umgeschmolzen. Die kleinere Glocke wurde laut Aufschrift im Jahr 1476 gegossen, die größere stammte wohl auch aus dem 15. Jahrhundert; sie trug jedoch keine Jahreszahl, sondern nur die Namen der vier Evangelisten. Der Umguss erfolgte 1827 durch Wolfgang Hubinger in München: die neue große Glocke, den heiligen Johannes und Paulus geweiht, wog 185 kg, die kleinere 115 kg schwere trug das Patronat der heiligen Maria Magdalena. Beide Glocken wurden im Ersten Weltkrieg 1917 eingeschmolzen.
Im Jahr 1923 erhielt die Dreifaltigkeitskirche zwei neue, vom Weilheimer Hans Kennerknecht gegossene Glocken. Sie wogen 175 bzw. 125 kg und wurden am 19. April gemeinsam mit weiteren Glocken für die anderen katholischen Kirchen Weilheims am Marienplatz geweiht. Die kleinere St.-Joseph-Glocke war auf einer Seite mit einem Kruzifix geziert und auf der anderen mit einer Darstellung des Patrons und der Inschrift S. Josef tuere nos morientes („Heiliger Joseph tritt ein für unsere Sterbenden“). Diese Sterbeglocke musste 1942 im Zweiten Weltkrieg zur Einschmelzung abgeliefert werden. Die zweite, größere Glocke blieb verschont, sie ist mit einem Bild des Heiligen Geistes sowie der Jungfrau Maria geschmückt.
Die Einschmelzung von 1942 wurde im Jahr 1965 durch eine neue Glocke kompensiert, sie ist mit einem Kruzifix geziert.
Der Eisenglockenstuhl wurde 2015 durch einen hölzernen ersetzt.
| Glocke              | Gießer            | Gussort    | Gussjahr | Schlagton | Gewicht (in kg) | Inschrift                                                        |
| ------------------- | ----------------- | ---------- | -------- | --------- | --------------- | ---------------------------------------------------------------- |
| Ave-Maria-Glocke    | Hans Kennerknecht | Weilheim   | 1923     |           | 175             | AVE MARIA HANS KENNERKNECHT IN WEILHEIM. 1923                    |
| Heilig-Kreuz-Glocke | Georg Hofweber    | Regensburg | 1965     | es        | 139             | CRUX AVE SPES UNICA („Sei gegrüßt o Kreuz, du einzige Hoffnung“) |